# John Avlon

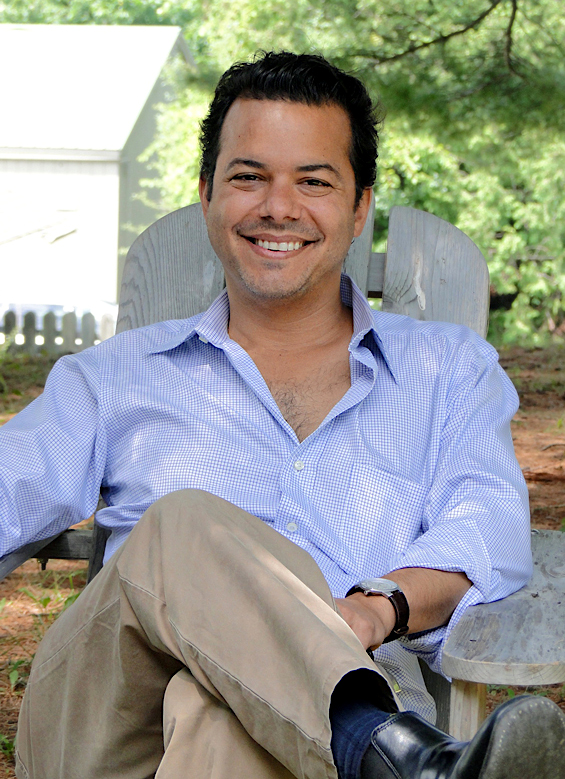

John Phillips Avlon, North Carolina, 1973, is een Amerikaans journalist en politiek commentator.
Hij is senior politiek analist en plaatsvervangend anchor op het televisiestation CNN.
Voorafgaand was hij van 2013 tot juni 2018 hoofdredacteur en directeur van de nieuwswebsite The Daily Beast. Avlon was eerder columnist en redacteur bij de The New York Sun en speechschrijver van voormalig burgemeester van New York Rudolph Giuliani.
Avlon is de auteur van verschillende boeken, waaronder Independent Nation: How Centrists Can Change American Politics (2004), dat zowel het traditionele Amerikaanse centrisme en het meer recente radicale centrisme kritisch waardeert. 
Hij schreef ook Wingnuts: How the Lunatic Fringe is Hijacking America (2010). In januari 2017 publiceerde Avlon Washington's Farewell: The Founding Father's Warning to Future Generations, waarin hij de geschiedenis en de inhoud van president George Washingtons afscheidsboodschap aan het Amerikaanse volk markeert in de context van het actuele politieke klimaat.

## Afkomst en opleiding
Avlon werd in 1973 geboren als zoon van Dianne Alexander Phillips en John Jeffrey Avlon, een jurist en vastgoedondernemer met bedrijven in Charleston (South Carolina) en New York. Hij is van Griekse afkomst en zijn grootouders waren immigranten.
Hij volgde onderwijs aan de Milton Academy, een onafhankelijke gemengde school voor voorbereidend hoger onderwijs in Milton (Massachusetts). Hij is sinds zijn kindertijd schoolkameraad en vriend van de Azië-adviseur van het Witte Huis Matthew Potiger. Hij behaalde zijn bachelor aan de Yale Universiteit en een MBA aan Columbia University.

## Carrière
Avlon begon zijn carrière als de jongste speechwriter van burgemeester Rudolph Giuliani. Hij werd bevorderd tot Hoofd speechwriter en plaatsvervangend beleidsdirecteur. Hij bereidde de toespraken van de burgemeester voor, zoals de jaarlijkse Staat van de Stad (1999 t/m 2001), de speech tot het Congres over binnenlandse veiligheid, en de voordracht over counterterrorisme tegen de Algemene Vergadering van de Verenigde Naties.
Avlon heeft gedoceerd aan Yale University, New York University, The Citadel, de Kennedy School of Government, en het gasten-programma van het Ministerie van Buitenlandse Zaken. Hij was speechwriter en plaatsvervangend Beleidsdirecteur voor de presidentiële campagne van Rudy Giuliani in 2008.
Hij was ook een senior medewerker aan het Manhattan Institute. Hij is een raadgevend bestuurslid van de Citizens Union of New York, Bronx Academy of Letters en de Theodore Roosevelt Association.
In 2013 werd Avlon hoofdredacteur van nieuws-website The Daily Beast.
In september 2014 scoorde de website een nieuw record van 21 miljoen unieke bezoekers; het betekende een 60 % jaar-boven-jaar toename van lezers, vergezeld van een 300 % toename in het totale bereik van haar sociale media gemeenschap. In een column van eind 2016 verklaarde Avlon dat The Daily Beast haar dataverkeer van de voorgaande vier jaar had verdubbeld en meer dan een miljoen lezers per dag bereikte.

## Televisie
Avlon is opgetreden in een verscheidenheid van t.v.-programma's, zoals The Late Show met Stephen Colbert, The Daily Show, en Real Time met Bill Maher maar ook in nieuwsprogramma's als: MSNBC, PBS, CNN, en C-SPAN. Hij is als vaste gast commentator in het doordeweekse CNN-programma New Day.
Hij bedacht en presenteerde het programma "Vleugelmoer van de Week" op CNN.
Columniste Kathleen Parker schreef dat "Amerikanen die het gehad hebben met de debatteerschool van Ann Coulter/ Michael Moore (filmmaker) en op zoek zijn naar iemand die met gezond verstand de middenweg vertegenwoordigt, zouden hun geluid weleens terug kunnen vinden bij John Avlon".
Auteur Stephen Marshall schreef in een profiel: Avlon spreekt over politiek op een manier, waarop presentatoren sport hoogtepunten verslaan. Avlon verscheen als commentator in Erin Burnett's Outfront gedurende de Amerikaanse presidentsverkiezingen 2012, zowel als gast en als haar vervanger bij haar afwezigheid.
Na jarenlang parttime commentator bij CNN te zijn geweest, trad Avlon in juni 2018 in fulltime dienst bij dit televisiestation als senior politiek commentator, in de eerste plaats dagelijks in het programma New Day en voorts als gast-anchor van programma's als State of America en Reliable Sources. .

## Artikelen en essays
Avlon heeft talrijke artikelen en essays geschreven. Hij schreef de Newsweek cover-story: "een 21ste-eeuws Staatsman" (28 februari 2011), over acteur, directeur en activist George Clooney. Het artikel was deels gebaseerd op het vergezellen van Clooney tijdens diens inspectiereis naar Zuid-Soedan als waarnemer bij het referendum over onafhankelijkheid van het Noorden na twee decennia burgeroorlog.
Zijn essay over New York, "de Veerkrachtige Stad", geschreven na de Aanslagen op 11 september 2001, werd uitgekozen als afsluiting van de bloemlezing Empire City: New York de Eeuwen door (2002). Fred Siegel, de auteur van Eens vond De Toekomst hier plaats, loofde het als het enige beste essay, geschreven in de nasleep van 9/11.
In 2010 publiceerde Avlon "Wingnuts": "Hoe de Dwaze Uitersten Amerika hebben gekaapt" over hoe marginale politieke stromingen zich ontwikkeld hebben en zijn opgerukt in het traditionele politieke domein. Oud-president Bill Clinton gaf als commentaar:"Wingnuts biedt een helder en uitgebreid overzicht van de krachten aan de uiterste randen van het politieke spectrum die ons politieke debat bepalen en vervormen. Door meer hitte dan licht op te wekken drijven ze gefrustreerde en in de steek gelaten burgers weg van het redelijke overleg dat werkelijke oplossingen voor onze problemen kan opleveren."
In 2011 was Avlon medeauteur van de bloemlezing Deadline Artists: Amerika's Beste Nieuwsblad Columns met Jesse Angelo en Errol Louis. Het boek kreeg voorafgaand aan de publicatie een uitmuntende beoordeling van Publishers Weekly.
Het drietal bracht in 2012 een vervolg uit: Deadline Artist 2: Schandalen, Tragedies en Triomfen. 
Een opiniestuk in The Washington Post beschreef Deadline Artist als "een van de beste collecties van krantenartikelen, ooit samengesteld" en begroette deel 2 als een even fraai vervolg, waarop hopelijk nog meer "zusjes" zullen volgen.
In 2017 publiceerde Avlon De Founding Father's Waarschuwing aan Toekomstige Generaties. Zijn uitgever lanceerde het boek op de dag dat president Barack Obama zijn afscheidstoespraak hield. De Amerikaanse historicus Richard Norton Smith zei daarover:
"Het is moeilijk te zeggen wat meer bijna perfect is: John Avlons betoog of zijn timing. In de nasleep van een ontmoedigende campagne, vindt Avlon in de Afscheidsspeech in Washington een verbazend actueel tegengif tegen excessieve partijdigheid en gulzig egoïsme. Het boek is een dolkstoot in het hart van politiek extremisme."

## Redactionele benadering
Als hoofdredacteur van The Daily Beast, is Avlon aangehaald wegens het zich inspannen voor het verkrijgen van  originele en baanbrekende content voor het platform. "Er is een uitdrukkelijk mandaat," zei Pulitzer Prijs-winnaar Daily Beast nationale veiligheidsredacteur Spencer Ackerman "gegeven door John Avlon dat we ons niets richten op doorsnee nieuws. Wij moeten nieuws brengen dat door het gewone heen breekt. Ik ben hier niet in een positie, waarin ik op veel andere plaatsen ben. Ik moet verhalen van anderen herschrijven. Het lijkt een triviale opmerking, maar het heeft een enorme impact."
Avlon staat ook garant voor de pluralistische, onpartijdige toonzetting van The Daily Beast, geformuleerd als volgt:
"Ons devies is om onpartijdig te zijn, maar niet neutraal. Het is belangrijk voor mij om geen onderdeel te zijn van de
voorspelbare, partijdige applaudisserende online massa. Ik denk dat dat een verliezer bent op lange termijn, dat geldt ook voor het onderdeel zijn van een grote groep van aanbieders van doorsnee nieuws of een benadering om een broedplaats van content te worden. Wij gaan beide kanten van de zaak brengen waar dat van toepassing is. Wij gaan geen enkele partijdige lijn aanhouden. Wij zullen een koor van columnisten brengen, van links tot libertair.
Maar wij gaan ook niet doen alsof er een mythische morele gelijkwaardigheid bestaat tussen kandidaten of inzake welk onderwerp dan ook. Voor mij is het ware motto voor onze tijd, het oude motto van Daniel Patrick Moynihan, die zei "dat iedereen recht heeft op zijn eigen mening, maar niet op zijn eigen feiten."

## Onderscheidingen
De National Society of Newspaper Columnists onderscheidde Avlon in 2011 voor zijn online column in The Daily Beast, hun motivering luidt: "Terwijl [Avlon] zijn gevoeligheid als verslaggever inbrengt in zijn interviews en onderzoek, voedt hij zijn verslag met geestige oordelen, die bijdragen aan een krachtig onverhuld perspectief.” In 2012 won hij de NSNC-onderscheiding voor de beste online column.
In 2017 werd Avlon genoemd als "One of the Most Influential in News Media" door Mediaite. De motivering vermeldt o.a.:
"Behalve dat hij een van de invloedrijkste online media in het land aanstuurt, is John Avlon ook een betrouwbaar, evenwichtig en welkom geluid op CNN (en Bill Maher) panels. Terwijl hij een harde partijdige opstelling vermijdt ten gunste van een meer centristische benadering, is Avlon een van de meest luidruchtige Trump critici in deze "nieuwe wereld". The Daily Beast blijft groeien met Avlon aan het roer.

## Burgerzin
Na de aanslagen van de 11de september 2001, schreven Avlon en zijn team de lofredes voor alle brandweerlieden, politiemensen, en andere reddingswerkers van New York, die werden gedood in het World Trade Center.

## Privé
Avlon trouwde in 2009 met Margaret Hoover, die haar geboortenaam aanhield. Na haar jeugd in Colorado, waar haar vader mijnwerker was, was zij politiek consultant en mediaconsultant in New York en commentator bij het Fox News Channel. Zij schreef het boek Amerikaans Individualisme: Hoe een Nieuwe Generatie van Conservatieven de Republikeinse Partij kan redden (2011). Zij is een achterkleindochter van president Herbert Hoover.
Zij hebben een zoon en dochter, geboren resp. in 2013 en 2015.